# Дом купца Хомякова
Дом купца Н. Н. Хомякова, Дом Хомякова — историческое здание во Всеволожске, Ленинградская область. Расположено по адресу Всеволожский проспект, дом № 36. Построено в 1912 году. Является памятником архитектуры регионального значения.

## Архитектура
До обрушения дом представлял собой отдельно стоящее здание в русском классическом стиле с мезонином. Его построили в 1912 году на месте сгоревшей более ранней деревянной постройки. Здание принадлежало Н. Н. Хомякову. В архитектурном плане дом имел ряд особенностей, выделявших его в окружающей застройке. Центральный лицевой фасад фланкировали две деревянные башенки со шпилями. Силуэт крыши представлял собой вальмовую кровлю наружного объёма сложного сочетания. Мезонин и башни были обшиты деревом. Сохранились кирпичные стены и цоколь, облицованный известняковым камнем.

## История
Прежде на месте дошедшего до наших дней кирпичного дома, на углу Заводской улицы и Всеволожского проспекта, в 1907 году был построен деревянный дом, который вместе с 395 квадратными саженями земли Н. Н. Хомяков купил в 1909 году у владелицы мызы Рябово Лидии Филипповны Всеволожской. Дом был разноэтажным — из одно- и двухэтажной частей. Фундамент был частично кирпичным, частично бутовым. Бревенчатые стены были обшиты вагонкой и покрашены, а крыша крыта железом. Внутренняя отделка комнат была скромной, стены частью были оштукатурены, частью, как было принято на местных дачах — «оклеены обоями по папке». В доме было 18 комнат. В одной комнате размещалась аптека, в двух других — телефонная станция, остальные сдавались в наём.
Главной особенностью дома Хомякова было то, что построен он был незаконно, так как, согласно строительным нормам того времени, возводить дома с длиной стены более 12 саженей (25,6 м) без брандмауэра было запрещено. Длина же стены этого дома по Всеволожскому проспекту достигала 17,45 саженей (37 м), но на пожарной безопасности Всеволожские сэкономили.
В апреле 1910 года Н. Н. Хомяков обратился за ссудой в Санкт-Петербургское губернское кредитное общество, желая получить под залог своего доходного дома 7000 рублей, хотя за полгода до этого он уже заложил его за 4000 рублей Василию Павловичу Всеволожскому.
26 мая 1910 года Санкт-Петербургское губернское кредитное общество выдало «крестьянину Ярославской губернии, Ростовского уезда, Николаю Николаевичу Хомякову 600 рублей на 36 лет и 4 месяца и 3700 рублей на 19 лет и 11 месяцев», с одним условием — «удержать из ссуды 600 рублей на постройку брандмауэра».
Брандмауэр Хомяков так и не построил, вместо этого 19 февраля 1911 года здание было застраховано им от огня на 8000 рублей и в том же году по странному стечению обстоятельств сгорело. Имея на руках две ссуды и страховку, в 1912 году Хомяков на месте сгоревшего выстроил для себя одноэтажный кирпичный дом размером 10 на 7 саженей с мезонином и башенками, который оставался в залоге до революционных событий 1917 года, после чего был конфискован.

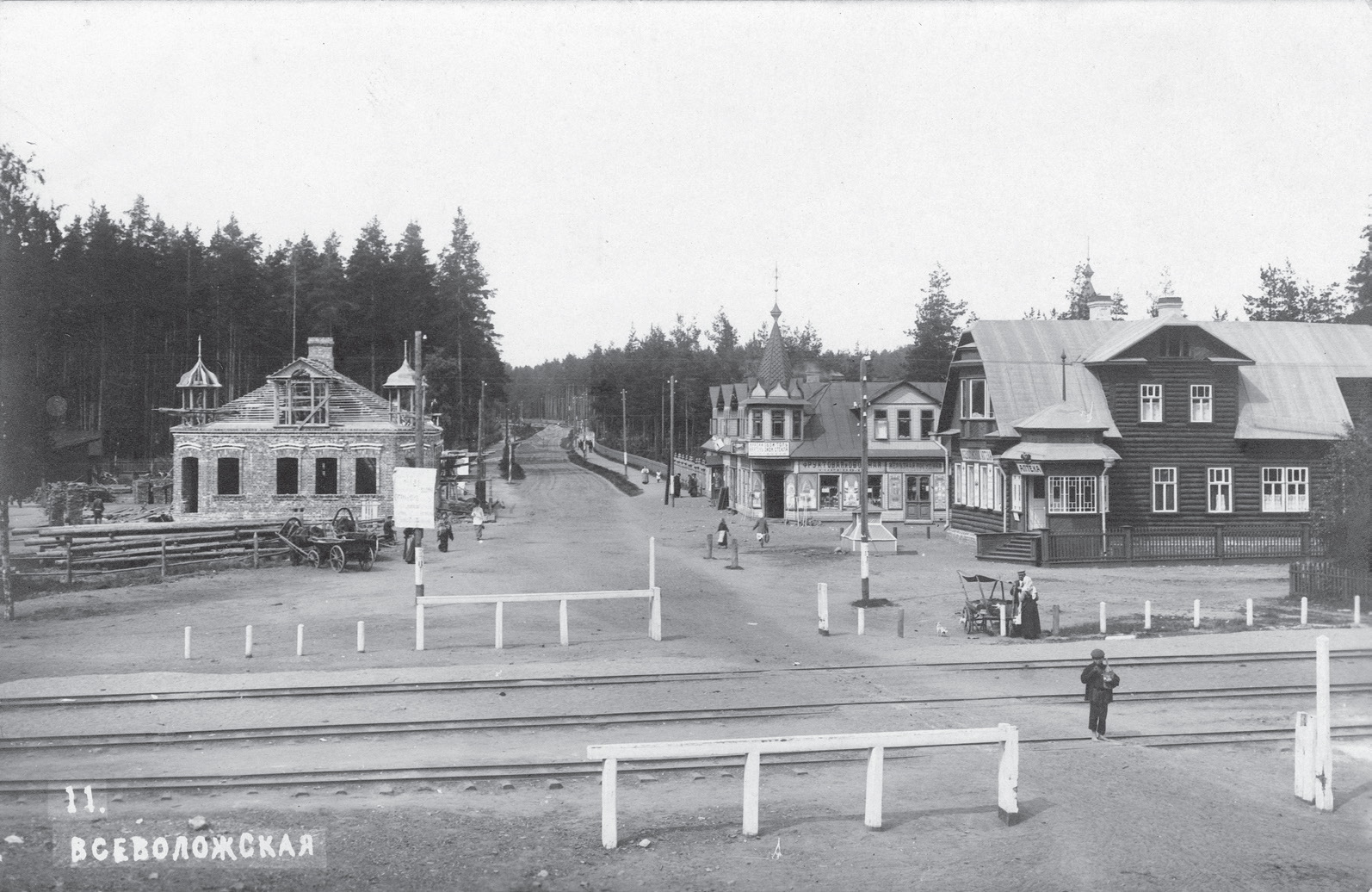
Строительство дома Н. Н. Хомякова. 1912 год

После революции 1917 года в нём размещалась почтово-телеграфная контора. В 1950-е годы здание было отдано под почтовую лавку, которая проработала до 2005 года. В том же году дом Хомякова был признан аварийным, а спустя четыре года у него обрушилась крыша. Здание несколько лет простояло в заброшенном состоянии. В 2014 году был представлен проект возрождения здания, подготовленный научно-производственным и проектным объединением «Союзстройреставрация». Планируется, что по окончании отделочных работ в здании разместится историко-краеведческий музей Всеволожска. Его экспозиция будет включать несколько разделов: исторический со старинными предметами и фотографиями, посвященный Великой Отечественной войне и современный с использованием интерактивных программ.
В настоящее время здание руинировано. В ряде документов встречается название — «дом купца Хомякова», но это ошибка, так как несмотря на то, что Н. Н. Хомяков держал мелочную мануфактурную торговлю, принадлежал он к сословию крестьян.